# Naturschutzgebiet Brander Wald
Das Naturschutzgebiet Brander Wald ist das größte Naturschutzgebiet in Aachen und liegt zwischen Aachen-Brand und Stolberg.

## Beschreibung
Über die Hälfte des Naturschutzgebiets gehört zum Standortübungsplatz Brander Wald der Bundeswehr mit 224,9 ha Größe, primär für die Technische Schule des Heeres (TSH). Das Betreten dieses Bereichs während der Übungszeiten ist verboten, außerhalb der Übungszeiten geschieht dies auf eigene Gefahr, wobei das Verlassen der befestigten Wege verboten ist.
Etwa in der Mitte sind zwei kleine Offenlandbereiche mit feuchten Magerweiden und Callunaheiden mit Pfeifengras. Am Rand ist ein kleines Gebiet mit Schwermetallrasen und Galmeiveilchen-Vorkommen.
Der Brander Wald war großflächig mit Fichten bedeckt, wobei der Bestand um das Jahr 2020 durch Trockenheit und Borkenkäferbefall stark reduziert wurde. Hierdurch sind größere Freiflächen entstanden, die mit klimastabileren Baumarten wieder aufgeforstet werden sollen.
Im Brander Wald befinden sich außerdem Kiefernmischwälder sowie teilweise Roteichen. Naturschutzfachlich wertvoll sind auch die Quellbäche des Brander Waldes mit den begleitenden, oft quelligen Bachauenwäldchen. Durch das Vorkommen der Schlingnatter kommt dem Naturschutzgebiet eine internationale Bedeutung zu, auch als Trittsteinbiotop für den regionalen Biotopverbund.
Unmittelbar anstoßend sind die Naturschutzgebiete Münsterbusch zwischen Hamm und Haumühle und Tatternsteine mit Talaue. Im Süden beginnt auf der anderen Seite der Freunder Landstraße das Naturschutzgebiet Indetal.

## Schutzzweck

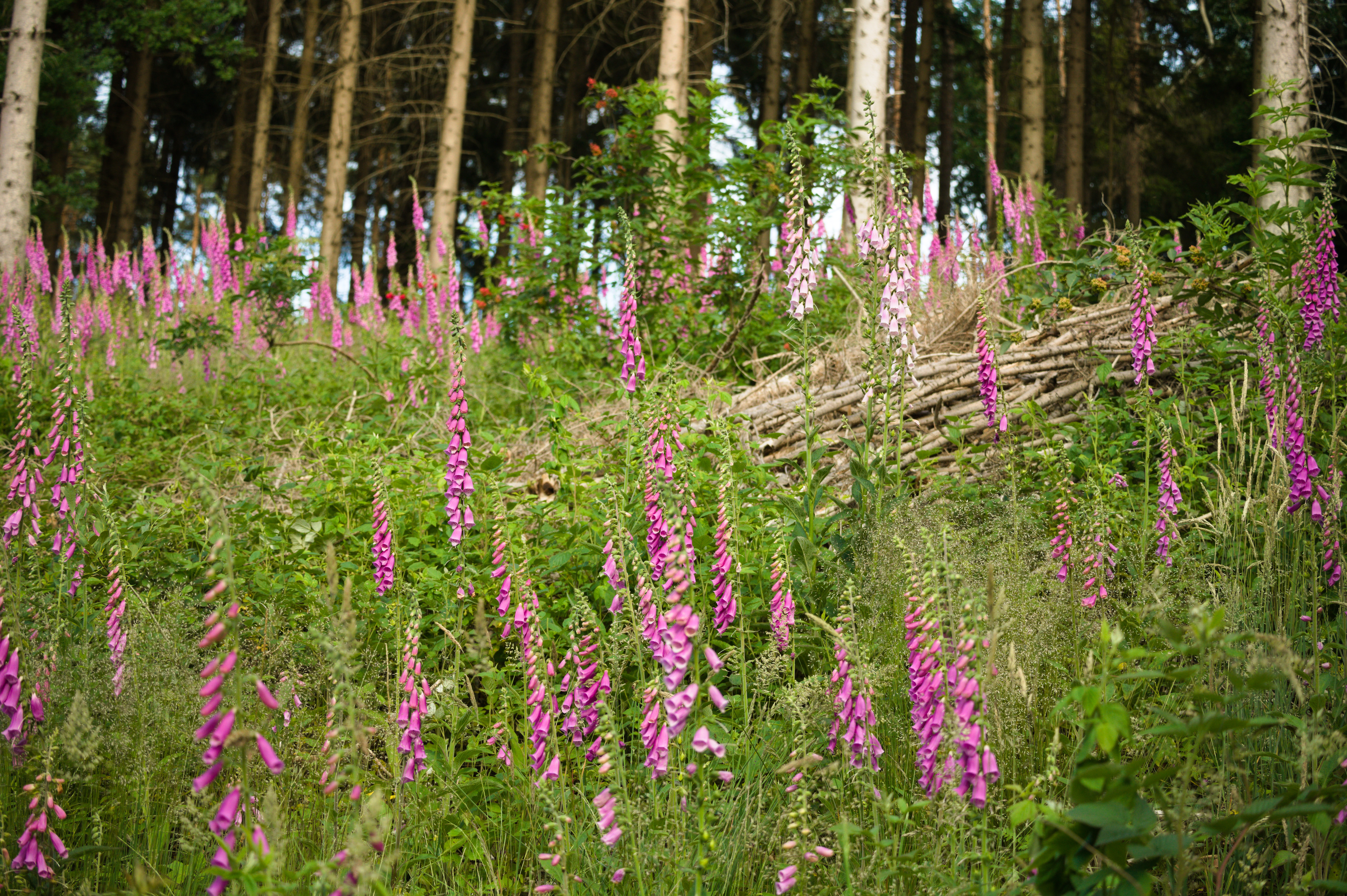
Roter Fingerhut, im Hintergrund roter Holunder und Fichten

Geschützt werden sollen die Lebensräume für viele nach der Roten Liste gefährdeten Pflanzen, Pilze und Tiere in NRW. Die Ziele sind die Erhaltung und die Entwicklung folgender natürlicher Lebensräume gemäß Anhang I der FFH-Richtlinie:
- Borstgrasrasen
- Erlen-, Eschen- und Weichholzauenwälder
- Schwermetallrasen

Weiterhin zur Erhaltung bedeutsamer Lebensräume für
- Glatthafer Wiesen
- Wiesenknopf-Silgenwiesen
- Waldmeister-Buchenwald

Das Gebiet ist ein bedeutsamer Lebensraum für gefährdete und seltene Pflanzen und Tiergemeinschaften in einem großflächigen Wald- und Heidekomplex mit Biotopen sowie Still- und
Fließgewässer, Buchenwälder, Calluna-Heiden und Felsbereichen.
Grund ist die Besonderheit aus wissenschaftlichen, naturgeschichtlichen und landeskundlichen Gründen, aber auch wegen der Seltenheit, der besonderen Eigenart und der hervorragenden Schönheit des Gebietes.